# Aegires punctilucens
Aegires punctilucens är en snäckart som först beskrevs av Alcide d'Orbigny 1837.
Aegires punctilucens ingår i släktet Aegires och familjen Aegiridae. Arten är reproducerande i Sverige. Inga underarter finns listade i Catalogue of Life.